# Cimier

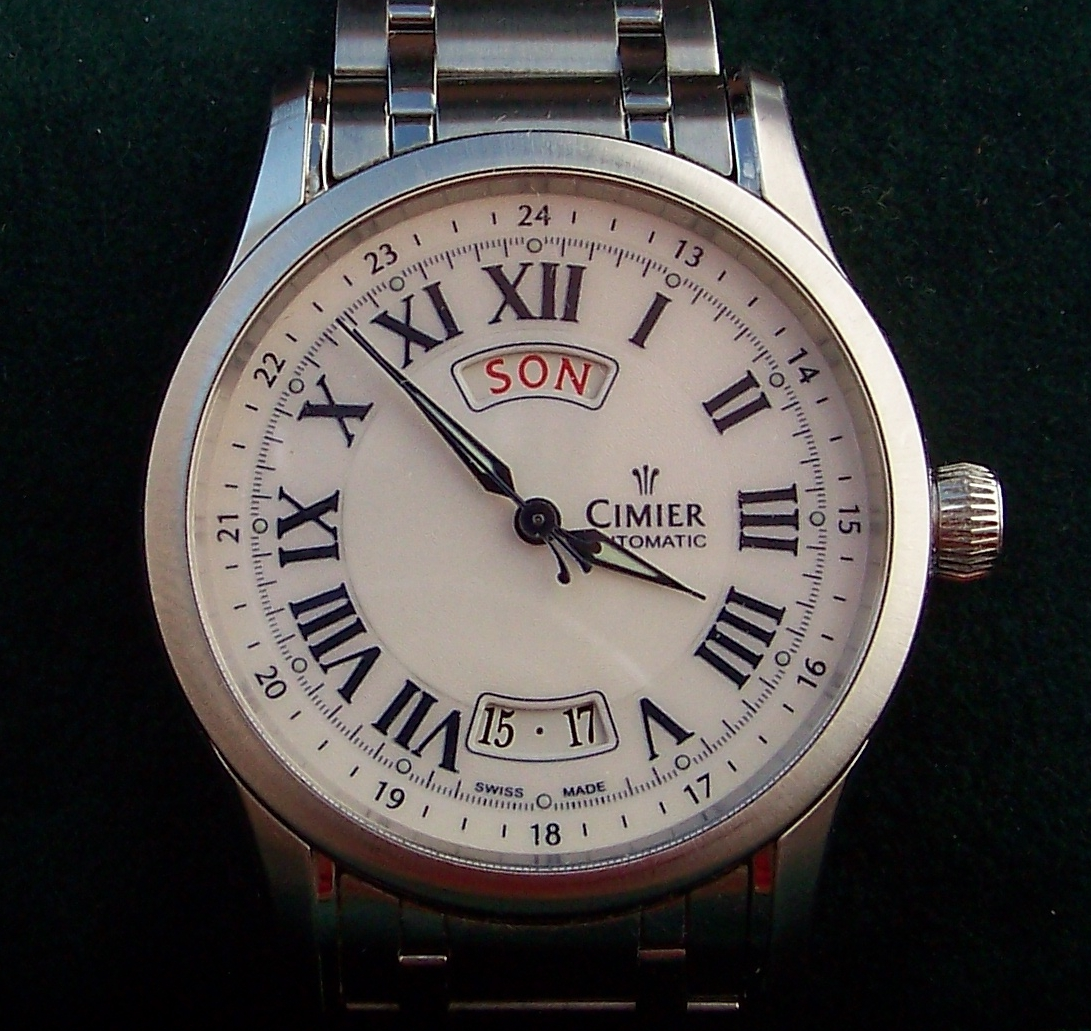
Cimier C 1924 Edelstahl Ref 2405

«Cimier» (произносится — Симье, полное название нем. Montres Cimier AG) — швейцарский производитель часов, специализирующийся на сегменте недорогих механических и кварцевых часов.

## История
Бренд Cimier был основан компанией R. Lapanouse SA, которая появилась в 1924 году в швейцарском городе Бубендорф с открытием первой часовой мануфактуры Джозефом Лапанузом. Семейное предприятие производило часы Roskopf, пользовавшиеся большой популярностью в то время.
После Второй мировой войны производство часов увеличилось во много раз: учитывая растущие потребности и требования рынка компания представила линейку коллекций с люминесцентными индексами, центральной секундной стрелкой, а также оригинальный хронограф. В то время компания производила более миллиона часов в год, половина выпуска экспортировалась в США. В это же время на циферблатах моделей появилась надпись «Cimier» и логотип бренда в виде рыцарского нашлемника (фр. cimier), напоминающего корону. Компания Lapanouse SA окончательно сменила имя на Cimier
В 1966 году бренд представил спортивный хронограф на семи камнях с тахометром и телеметрической шкалой. У компании возникли трудности при переходе недорогого сегмента рынка на кварцевые механизмы. Хотя в семидесятых годах компания занялась развитием собственных кварцевых механизмов и наладила выпуск кварцевых часов в дополнение к механическим, в 1980 году Cimier, подобно многим другим часовым компаниям в то время, закрылась.
Начало двухтысячных ознаменовалось новым этапом развития бренда под руководством Мартина Берча (нем. Martin Bärtsch). Он в 2003 году вместе с партнёром (нем. Robert Jaeger) купил торговую марку и возобновил производство часов. Количество выпускаемых новой Cimier часов невелико (10 000 в 2010 году), компания старается концентрироваться на деталях отделки: гравированных циферблатах, ремешках из специальной кожи, покрытиях часовых стёкол. По утверждению Берча, немногие компании уделяют так много внимания деталям в сегменте недорогих механических и кварцевых часов.
В 2009 году был открыт собственный бутик Cimier в Цюрихе.
В 2011 году на всемирно известной выставке в Базеле — Baselworld 2011 — компания презентовала свою собственную инновационную разработку — специальный модуль для автоподзавода механизма Unitas 6497-1. Прежде данный механизм был представлен только с ручным подзаводом. На основе данного механизма бренд выпустил топовую модель BIG Matic 16/2. В апреле 2012 года немецкий часовой журнал Uhren-Magazin посвятил разработке отдельный материал.
В России бренд представлен с 2006 года.

## Послы бренда
На данный момент послами бренда являются футбольный судья мирового уровня Массимо Бузакка, входящий в пятерку лучших судей по версии авторитетного интернет-ресурса WorldReferee.com, чемпионка Европы по фигурному катанию 2011 Сара Майер, первая Олимпийская чемпионка по сноуборду в дисциплине борд-кросс Таня Фриден, гольфисткой Каролин Ромингер (Женская профессиональная ассоциация гольфа), знаменитый футболист Йорг Штиль, гольфист Эдуардо Молинари, а также швейцарский певец и композитор Seven.
Бренд активно поддерживает оригинальные общественные и спортивные проекты. Так, Cimier является официальным спонсором команды бобслеистов из Панамы под названием «Дух Панамы» (Spirit of Panama). Компания поддержит намерение спортсменов принять участие в Зимних Олимпийских играх 2014 в Сочи. Команда состоит из пяти человек и готовится к соревнованиям под руководством многократного Олимпийского чемпиона по бобслею, бывшего тренера канадской сборной Ханца Хильтербранда. Идейный вдохновитель и создатель первой в Панаме команды по бобслею — адвокат из Швейцарии Кристоф Золлингер. Остальные участники, за исключением Джонатана Ромеро, также не являются профессиональными спортсменами. Примечательно, что некоторые из членов команды никогда не видели настоящего снега до тренировок в Европе.

## Часовая академия
Все часы Cimier собираются вручную в часовом ателье, расположенном в швейцарском городе Бар. На базе ателье действует проект «Часовая академия». Любой желающий может записаться на экскурсию по ателье и собственноручно изготовить под руководством мастера собственные часы с именной гравировкой.